# 2-丁基-3-(4-甲苯基)奎宁环
2-丁基-3-(4-甲苯基)奎宁环（英語：2-Butyl-3-(p-tolyl)quinuclidine，Butyltolylquinuclidine，缩写BTQ）是一种具有兴奋剂功能的多巴胺再攝取抑制劑，是含奎宁环的药物之一，是治疗可卡因滥用的潜在药物之一，更加温和持久，在动物研究中产生与可卡因相似的效果。